# Paul Chun
Paul Chun, de son vrai nom Chun Pui (秦沛, né le 26 juin 1945), né sous le nom de Chiang Chang-nien, est un acteur hongkongais de nationalité canadienne. Ayant commencé sa carrière dès l'âge de 3 ans, il est apparu dans 130 films et séries télévisées depuis 1949. Il est connu en Occident pour son rôle dans La Canonnière du Yang-Tsé (1966) de Robert Wise.
C'est le grand frère de l'acteur David Chiang et le demi-frère aîné de l'acteur et réalisateur Derek Yee.

## Biographie
Né à Shanghai d'une famille originaire de Suzhou, Paul Chun est le fils aîné d'un couple d'acteurs célèbres, Yim Dut (de son vrai nom Chiang Ko-chi) et Hong Wei. Sa famille émigre à Hong Kong à la fin des années 1940 pour échapper à la guerre civile chinoise. Il commence sa carrière d'acteur en 1949 à l'âge de 3 ans. De 1949 à 1954, il apparaît dans de nombreux films comme Chun lei (1949) de Li Pingqian (en) et Dang fu xin (1949) de Yueh Feng,,.
En 1966, Chun (crédité sous le nom de Paul Chinpae) joue dans La Canonnière du Yang-Tsé (1966), un film américain produit et réalisé par Robert Wise. Il y interprète Cho-jen, un jeune étudiant militant tué par le matelot de première classe Jake Holman (joué par Steve McQueen).
En 2010, Chun co-réalise avec Cheyton Jain le court-métrage The Chair, the Box, and the Broom. En 2011, il réalise seul Earth, un court-métrage d'animation sur un robot géant qui tire sur des bâtiments,.

## Filmographie

### Séries TV
| Année         | Titre                              | Rôle                        | Chaîne | Notes                                                                             |
| ------------- | ---------------------------------- | --------------------------- | ------ | --------------------------------------------------------------------------------- |
| 1976          | The Legend of the Condor Heroes    | Yeung Tit-sam               | CTV    |                                                                                   |
| 1976          | The Return of the Condor Heroes    | Mou Sam-tung                | CTV    |                                                                                   |
| 1980          | Fatherland                         | Tong Bing-fun               | ATV    |                                                                                   |
| 1982          | You Only Live Twice                | Nip Man-fung                | TVB    |                                                                                   |
| 1982          | The Legend of the Condor Heroes    | Gengis Khan                 | TVB    |                                                                                   |
| 1985          | Take Care, Your Highness!          | Yuti                        | TVB    |                                                                                   |
| 1996          | The Good Old Days                  | Fong Sai-faan               | ATV    |                                                                                   |
| 1997          | A Recipe for the Heart             | Chun Maan-shek              | TVB    |                                                                                   |
| 1998          | Journey to the West 2              | Maitreya, le démon-éléphant | TVB    |                                                                                   |
| 1998          | Moments of Endearment              | Chung Ji-wai                | TVB    |                                                                                   |
| 1999          | At the Threshold of an Era         | Yip Hao-lai                 | TVB    |                                                                                   |
| 2000          | At the Threshold of an Era 2       | Yip Hao-lai                 | TVB    |                                                                                   |
| 2002          | Family Man                         | Ko Hai                      | TVB    | Nommé au TVB Anniversary Award du meilleur acteur (Top 5)                         |
| 2002          | Doomed to Oblivion                 | Kangxi                      | TVB    |                                                                                   |
| 2003          | The King of Yesterday and Tomorrow |                             | TVB    | TVB Anniversary Award du meilleur acteur dans un rôle secondaire                  |
| 2004          | Shine on You                       | Ga Wa-beu                   | TVB    |                                                                                   |
| 2005          | Love Bond                          | Gei Tin-man                 | TVB    | Nommé au TVB Anniversary Award du meilleur acteur dans un rôle secondaire (Top 5) |
| 2005          | Life Made Simple                   | Chung Kam-wing              | TVB    |                                                                                   |
| 2006          | Love Guaranteed                    | Kwok Sing                   | TVB    | Nommé au TVB Anniversary Award du meilleur acteur dans un rôle secondaire         |
| 2006          | Glittering Days                    | Chu Dai-gut                 | TVB    | Nommé au TVB Anniversary Award du meilleur acteur dans un rôle secondaire (Top 5) |
| 2007          | Life Art                           | Yum Ching-cheun             | TVB    |                                                                                   |
| 2008          | Wasabi Mon Amour                   | Ko Shau                     | TVB    | Nommé au TVB Anniversary Award du meilleur acteur dans un rôle secondaire         |
| 2008          | The Master of Tai Chi              |                             | TVB    |                                                                                   |
| 2008          | The Silver Chamber of Sorrows      | Sheung Hang                 | TVB    |                                                                                   |
| 2008-2009     | Pages of Treasures                 | Fong Hok-man                | TVB    |                                                                                   |
| 2009          | Born Rich                          | Chow Shun-shing             | TVB    |                                                                                   |
| 2009          | Black & White                      | le chef de Hui San-lian     | PTS    |                                                                                   |
| 2010-2011     | Show Me the Happy                  | Kot Yat-dou                 | TVB    |                                                                                   |
| 2012          | Witness Insecurity                 |                             | TVB    |                                                                                   |
| 2013          | Hot Mom!                           |                             |        |                                                                                   |
| 2018          | Shadow of Justice                  | 簡卓廷                      | ViuTV  |                                                                                   |
| 2019          | I Bet Your Pardon                  | Pong Fung                   | TVB    |                                                                                   |
| 2019          | Go Go Squid!                       |                             |        |                                                                                   |
| En production | Legal Mavericks 2                  | Thompson Kan Siu-wang       | TVB    |                                                                                   |

### Films
| Année | Titre                                   | Rôle                                | Notes |
| ----- | --------------------------------------- | ----------------------------------- | --- |
| 2019  | Guilt By Design                         |                                     | |
| 2018  | The Trough                              |                                     | |
| 2017  | The Dreaming Man                        | Père                                | |
| 2017  | Love Off the Cuff                       | le père de Cherie                   | |
| 2017  | Super Teacher                           |                                     | |
| 2016  | My Ten Million                          |                                     | |
| 2016  | Book of Love                            |                                     | Nommé au Hong Kong Film Award du meilleur acteur dans un rôle secondaire                                                       |
| 2015  | Distance                                |                                     | |
| 2014  | Ameera                                  |                                     | |
| 2012  | Le Grand magicien                       |                                     | |
| 2011  | Une vie simple                          |                                     | |
| 2010  | Echoes of the Rainbow                   |                                     | |
| 2010  | Don Quixote                             |                                     | |
| 2009  | Shinjuku Incident                       | Oncle Tak                           | |
| 2006  | Karmic Mahjong                          | Qin Long-sheng                      | |
| 2004  | PaPa Loves You                          | le professeur Mak                   | |
| 2003  | Lost in Time                            | le père de Siu Wai                  | |
| 2000  | China Strike Force                      | le shérif Lin                       | |
| 2000  | The Teacher Without Chalk               |                                     | |
| 2000  | Don't Look Back... Or You'll Be Sorry!! | Elvis Siu                           | |
| 1999  | Super Car Criminals                     |                                     | |
| 1998  | Young and Dangerous 5                   | Datuk Chan Ka-nam                   | |
| 1996  | Viva Erotica                            | Boss Wong                           | |
| 1995  | Full Throttle                           | Paul                                | |
| 1995  | One and a Half                          |                                     | |
| 1995  | Great Adventurers                       | Ray Lui                             | |
| 1994  | Fist of Legend                          | Oncle Noh                           | |
| 1994  | C'est la vie, mon chéri                 | Uncle/Cheung Po-Tsai                | Hong Kong Film Award du meilleur acteur dans un rôle secondaire                                                                |
| 1994  | Love on Delivery                        | Chan                                | |
| 1994  | Return to a Better Tomorrow             | Fred Simon                          | |
| 1993  | Executioners                            | le colonel                          | |
| 1993  | The Heroic Trio                         | Le chef de la police                | |
| 1993  | Fight Back to School 3                  | Mr Hung, le « Roi des joueurs »     | |
| 1993  | A Moment of Romance 2                   | le père de Frank                    | |
| 1993  | Le Vagabond                             | l'instituteur Hua                   | |
| 1993  | Legal Innocence                         | le procureur                        | |
| 1993  | The Kidnap of Wong Chak-fai             | Wong Chat-fai                       | |
| 1993  | Bogus Cops                              | le docteur                          | |
| 1992  | Arrest the Restless                     | Ngan Tung                           | |
| 1992  | Heart Against Hearts                    | Edmond Tang                         | |
| 1992  | What a Hero!                            | le père de Lan                      | |
| 1992  | Best of the Best                        | Ngan Kwan                           | |
| 1992  | Casino Tycoon                           | Wong Chang                          | |
| 1992  | Royal Tramp 2                           | le roi Ng Sam-kwai                  | |
| 1992  | Lee Rock 3                              |                                     | |
| 1992  | Royal Tramp                             | Ng Sam-kwai 吳三桂                  | |
| 1992  | Un couple explosif                      | l’inspecteur général                | |
| 1991  | Lee Rock 2                              | Ngan Tung                           | |
| 1991  | Lee Rock                                | Ngan Tung                           | |
| 1991  | Fantasy Romance                         | Li/Tête de citron                   | |
| 1991  | The Raid                                | le lieutenant Mang Tai-hoi          | |
| 1991  | Bury Me High                            | Nguen                               | |
| 1991  | The Gambling Ghost                      | le joueur                           | |
| 1991  | Fight Back to School                    | Lam                                 | |
| 1991  | Top Bet                                 | Hung Kwong                          | |
| 1990  | Front Page                              | Dr Pong                             | |
| 1990  | All for the Winner                      | Wong Hung-kwong                     | |
| 1990  | Pantyhose Hero                          | le capitaine                        | |
| 1990  | Best Friend of the Cops                 | Pao Pu-Ping                         | |
| 1989  | Tragic Heroes                           | Tsou                                | |
| 1989  | Wild Search                             | Mr Hung                             | |
| 1989  | The Final Judgement                     | Stanley Wu Tai-kit                  | |
| 1989  | My Dear Son                             | Mr Chun                             | |
| 1988  | Profiles of Pleasure                    | Chu                                 | |
| 1988  | Double Fattiness                        | Kum Dai-tse                         | |
| 1988  | I Love Maria                            | le capitaine de police              | |
| 1988  | Le Sens du devoir 3                     | l'inspecteur Cameron Chuen          | |
| 1988  | Bet on Fire                             | Tong Pun                            | |
| 1987  | People's Hero                           |                                     | |
| 1987  | Spiritual Love                          | le chef de Pu                       | |
| 1987  | The Wrong Couples                       |                                     | |
| 1986  | Rosa                                    | Paul Tien                           | |
| 1986  | A Hearty Response                       | Lui Tak                             | |
| 1986  | Immortal Story                          |                                     | |
| 1986  | Peking Opera Blues                      | Fa Gum-Sao                          | Nommé au Hong Kong Film Award du meilleur acteur dans un rôle secondaire                                                       |
| 1986  | The Lunatics                            | Tsuen                               | Hong Kong Film Award du meilleur acteur dans un rôle secondaire Golden Horse Awards du meilleur acteur dans un rôle secondaire |
| 1986  | Where's Officer Tuba?                   | le joueur de trompette              | |
| 1986  | Royal Warriors                          | le policier d'escort grassouillet   | |
| 1985  | The Battlefield                         | Xiang Liang                         | |
| 1985  | Let's Make Laugh 2                      | Mr Xiao Quanshi                     | |
| 1985  | It's a Drink, It's a Bomb!              | le flic confus                      | |
| 1984  | The Young Wanderer                      |                                     | |
| 1984  | Hong Kong 1941                          | le sergent Fa Wing                  | |
| 1984  | Rainbow Around My Shoulder              |                                     | |
| 1984  | Heaven Can Help                         | Shek                                | |
| 1984  | Double Trouble                          |                                     | |
| 1983  | All the Wrong Spie                      | Fat Pig, le commissaire de police,  | |
| 1981  | No One Is Innocent                      |                                     | |
| 1981  | The Six Directions of Boxing            |                                     | |
| 1981  | To Hell with the Devil                  | le prêtre                           | |
| 1981  | Dangerous Person                        | le commissaire                      | |
| 1981  | The Legend of the Owl                   | le chevalier                        | |
| 1980  | The Lost Kung Fu Secrets                |                                     | |
| 1979  | Raining in the Mountain                 | Hui Ssu                             | |
| 1978  | Breakout from Oppression                |                                     | |
| 1978  | Killers Two                             |                                     | |
| 1977  | Jackie Chan's Bloodpact                 | Chu Shan Feng                       | |
| 1976  | I Want More!                            |                                     | |
| 1976  | Dance of Death                          | Ku Cheng-yuan                       | |
| 1975  | 7 Soldiers of Kung Fu                   | Hua Rong                            | |
| 1975  | The Sharp Fists of Kung Fu              | Yang Hu                             | |
| 1974  | The Drug Addicts                        | l'officier de police Tang Kuo-Liang | |
| 1974  | Mad World of Fools                      | Sing Kee twin no. 1                 | |
| 1973  | Black Belt                              | Tommy                               | |
| 1973  | Death on the Docks                      |                                     | |
| 1973  | Breakout from Oppression                |                                     | |
| 1972  | The Yellow Killer                       | Li                                  | |
| 1972  | Fourteen Amazons                        | 4ème prince                         | |
| 1972  | Water Margin                            | Hua Yung                            | |
| 1972  | Pursuit!                                | Lu Chien                            | |
| 1971  | Sunset                                  | Chen Zhongkang                      | |
| 1971  | The Yellow Muffler                      | Huang Peilin                        | |
| 1969  | Famous Swordsman Tin Kiu                |                                     | |
| 1969  | Sky Dragon Castle                       |                                     | |
| 1969  | The Joys and Sorrows of Youth           |                                     | |
| 1968  | Unicorn Fortress                        |                                     | |
| 1968  | Three Young Girls                       |                                     | |
| 1968  | The Magnificent Five                    |                                     | |
| 1966  | La Canonnière du Yang-Tsé               | Cho-jen                             | |
| 1953  | Parents' Love                           |                                     | |